# Gaspard Fornier d'Albe
Pour les articles homonymes, voir Fornier.
Gaspard Fornier d'Albe, né le 11 avril 1769 à Nîmes et mort le 21 octobre 1834 à Paris, est un général français de la révolution et de l’Empire.

## Biographie
Issu d'une famille protestante, fils de Barthélémy Auguste Fornier (1735-1788), baron de Lédenon, négociant, membre de l'Académie de Nîmes, et de Suzanne André (1738-1812), frère du général Dominique Casimir Fornier de Valaurie et de François Honoré Barthélémy Auguste Fornier de Clausonne (1760-1826), baron de Lédenon, magistrat, président de la cour royale de Nîmes, et de Jeanne Pauline Verdier-Allut (1774-1852), elle-même fille de Suzanne Verdier et nièce maternelle d'Antoine Allut, Gaspard Hilarion Fornier d'Albe entre en service le 14 septembre 1784, comme sous-lieutenant au régiment de chasseurs des Vosges, il passe capitaine au régiment de chasseurs de Loraine le 15 mai 1788. Le 14 septembre 1788, il va au 12e régiment de chasseurs comme capitaine de remplacement, et il devient aide de camp du chevalier de Grave le 20 décembre 1791, chargé en cette qualité de plusieurs missions aux armées du Nord et du Centre auprès des généraux Rochambeau  et Lafayette. 
Le 18 mai 1792, il est nommé lieutenant-colonel du 18e régiment de dragons, et aide de camp du général Montesquiou le 1er octobre 1792. Il fait la campagne du Comté de Nice et de Savoie, puis il est nommé colonel de son régiment le 2 janvier 1793.
Affecté à l’armée des Pyrénées-Occidentales, il est blessé d’un coup de sabre, et il est nommé adjudant-général chef de brigade par les représentants du peuple le 17 juin 1793. Mais en exécution du décret de la convention qui destituait tous les officiers nobles, il se retire dans ses foyers et il n’obtient sa réintégration que le 10 thermidor an III (28 juillet 1795), à la sollicitation du général Menou, qui le prend auprès de lui comme aide de camp. Le 9 messidor an IV (27 juin 1796), il est attaché à l’état-major de l’Armée de l’Intérieur, où il reste jusqu’au 1er vendémiaire an V (22 septembre 1796).
Le 21 floréal an VI (10 mai 1798), il est replacé auprès du général Menou, il le suit en Égypte, et il rentre en France à la suite du général Bonaparte, pour prendre le 12 nivôse an VIII (2 janvier 1800), la fonction de chef des ingénieurs-géographes attachés au dépôt de la guerre. Il est nommé adjudant commandant le 21 thermidor suivant (9 août 1800), il sert à l’armée du Rhin pendant cette campagne et la suivante, et le 7 brumaire an X (29 octobre 1801), il passe dans la 16e division militaire. Il est fait chevalier de la Légion d’honneur le 15 pluviôse an XII (5 février 1804), et officier du même ordre le 25 prairial suivant (14 juin 1804).
Le 29 floréal an XIII (19 mai 1805), il est employé à la réserve d’infanterie à Lille, et il fait avec la 2e division du 5e corps les trois campagnes d’Autriche, de Prusse et de Pologne en qualité de chef d’état-major général. Il se distingue à Pfeld, sous Ulm le 22 vendémiaire an XIV (14 octobre 1805), et il a son sabre emporté par une balle le 29 brumaire (20 novembre 1805), en conduisant une charge du 4e régiment de dragons pour empêcher l’ennemi de s’emparer de Liben, sa division ayant été tournée et attaquée sur ses arrières. Il fait une deuxième charge à la tête du 2e bataillon du 100e régiment d’infanterie de ligne, et dans cette attaque, qui contient l’ennemi, son cheval reçoit deux coups de feu. Il est grièvement blessé, d’un coup de biscaïen à Iéna le 14 octobre 1806, et il sert à l’armée d’Allemagne l’année suivante. Il est créé baron de l’Empire le 2 juillet 1808.
Il est promu général de brigade le 20 septembre 1809, à l’issue de la bataille de Wagram, et il prend le commandement de la place de Custrin le 10 août 1810. Remplacé par le général Teste le 5 avril 1811, il le remplace à son tour le 13 septembre de la même année, et il ne rend cette place aux prussiens que le 20 mars 1814, en vertu d’une capitulation  qui le déclare lui et ses troupes prisonniers de guerre.
Pendant le blocus qui dura plus de onze mois, Napoléon le nomme commandeur de l'ordre national de la Légion d’honneur, mais le brevet ayant été perdu, c’est le roi Louis XVIII qui le confirme par ordonnance du 27 décembre 1814. Il avait été fait chevalier de l'ordre de Saint-Louis le 8 juillet 1814, et il avait été attaché au ministère de la guerre le 8 août suivant.
Le 30 décembre 1814, il est nommé adjoint à l’inspection général de l’infanterie dans la 3e division militaire, et il remplit les fonctions de chef d’état-major du général Grenier, employé à la défense de Paris, du 16 juin 1815 au licenciement de l’armée de la Loire.
Rentré dans ses foyers, il est admis à la retraite le 21 octobre 1818. 
En 1831, son âge lui donne droit à être placé dans la section de réserve de l’état-major général, mais il préfère conserver sa retraite, et il meurt dans cette position le 21 octobre 1834.

## Armes
| Image | Armoiries |
| ----- | --- |
|       | Gaspard Fornier d'Albe († 1840), baron de l'empire, général de brigade, Commandeur de la Légion d'honneur. Parti: au I d'or à un lion de gueules; au II coupé de gueule à une épée haute d'argent en pal, d'azur à trois étoiles d'argent 2 et 1 |

## Pour approfondir